# Pantera (movimento studentesco)

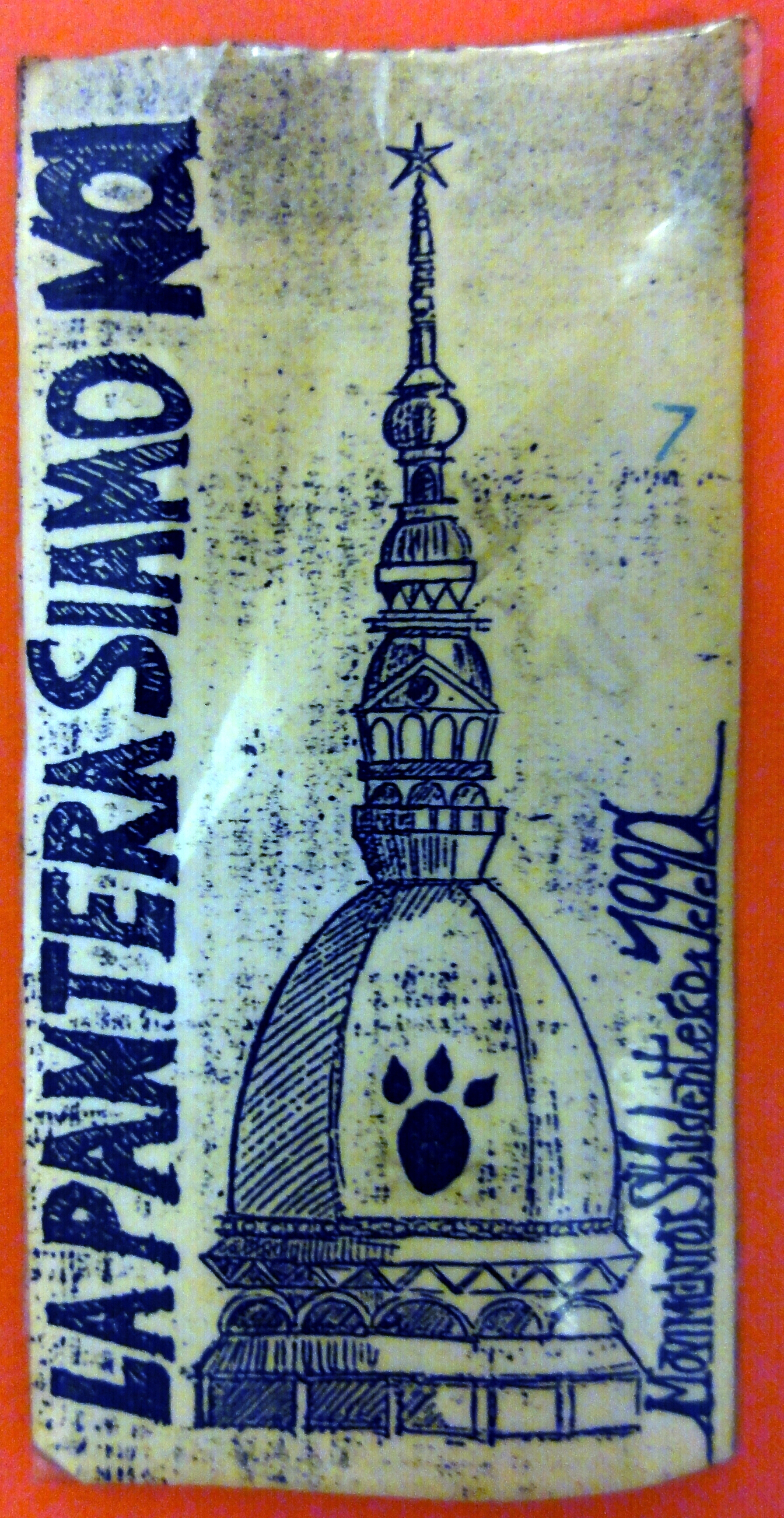
La pantera siamo noi, Torino, 1990.

In Italia la Pantera fu un movimento studentesco di protesta contro la riforma Ruberti delle università italiane che nacque dall'occupazione dell'Università degli Studi di Palermo, e in particolare della Facoltà di Lettere e Filosofia, il 5 dicembre 1989 e si estese poi a numerose università italiane fino alla primavera del 1990.

## Storia
Il 5 dicembre gli studenti della facoltà di Lettere di Palermo occuparono la facoltà, sia per opporsi alla riforma che l'allora ministro socialista dell'Università e della Ricerca scientifica e tecnologica Ruberti aveva proposto, sia per protestare contro le pessime condizioni materiali della facoltà.
Dopo pochi giorni, sette facoltà palermitane entrarono anch'esse in occupazione; il 20 dicembre si svolse a Palermo una grande manifestazione che coinvolse circa diecimila studenti universitari e medi, che a loro volta stavano occupando le scuole superiori contro l'analogo progetto di riforma Galloni, dal nome del ministro della Pubblica Istruzione.
La mobilitazione palermitana riscosse molto interesse negli altri atenei italiani, a cominciare dalla Sapienza di Roma. Presto furono convocate molte assemblee d'ateneo in ogni città per discutere del progetto Ruberti. Questo progetto di riforma prevedeva una trasformazione netta in senso privatistico delle Università italiane, poiché permetteva il finanziamento privato delle ricerche e l'ingresso delle aziende nei consigli di amministrazione degli Atenei. Secondo gli oppositori, questo avrebbe portato ad uno sminuimento del valore delle facoltà umanistiche a vantaggio di quelle scientifiche e tecnologiche, nonché a un declassamento di quegli atenei minori incapaci di reperire autonomamente i fondi per le ricerche, con conseguente svalutazione del titolo di studio da esse conferito. Gli studenti, inoltre, venivano emarginati negli organi decisionali, dove la presenza dei professori ordinari era maggioritaria, mentre per gli studenti veniva creato ad hoc un Consiglio degli studenti con funzioni meramente consultive.
Quasi dappertutto le assemblee d'Ateneo decisero per l'occupazione, ed il movimento si dichiarò "politico apartitico, democratico, non-violento ed antifascista". Talvolta gli studenti si connotavano più nettamente come pacifisti.
La notte del 27 dicembre venne avvistata una pantera a Roma, in mezzo a Via Nomentana. Da qui l'inizio di una lunga quanto vana caccia alla pantera di Roma. Ispirandosi a questo fatto, la coppia creativa pubblicitaria composta da Fabio Ferri (Art Director) e Stefano Maria Palombi (Copywriter) inventa lo slogan «LA PANTERA SIAMO NOI.» e lo regala agli studenti ribelli dell'Università "La Sapienza" inviandolo via Fax, e consegnandone 100 fotocopie A3 all'Assemblea interfacoltá de "La Sapienza" . Il Logo del movimento studentesco rielaborò il simbolo delle Pantere Nere americane (Black Panthers Party).
Il 15 gennaio anche La Sapienza di Roma è occupata; al termine di un'assemblea affollata la facoltà di Lettere viene "presa" dagli studenti, che entrano nella stanza del preside della facoltà e gli chiedono le chiavi dell'ingresso della facoltà, come atto simbolico, e il fax dell'istituto come strumento per comunicare con il mondo.
Il 1º febbraio venne convocata a Palermo la prima assemblea nazionale del movimento, a cui parteciparono migliaia di studenti. Non fu possibile rendere effettivo il criterio di partecipazione ai soli delegati, al che la presidenza dell'assemblea decise la partecipazione di tutti gli interessati. L'assemblea propose un allargamento del movimento ad altre categorie universitarie, come docenti, personale amministrativo e tecnico e assegnisti, ma nella sostanza fu incapace di individuare altre forme di lotta al di fuori dell'occupazione, mentre lasciava la proposta ad ogni ateneo sui modelli alternativi possibili.

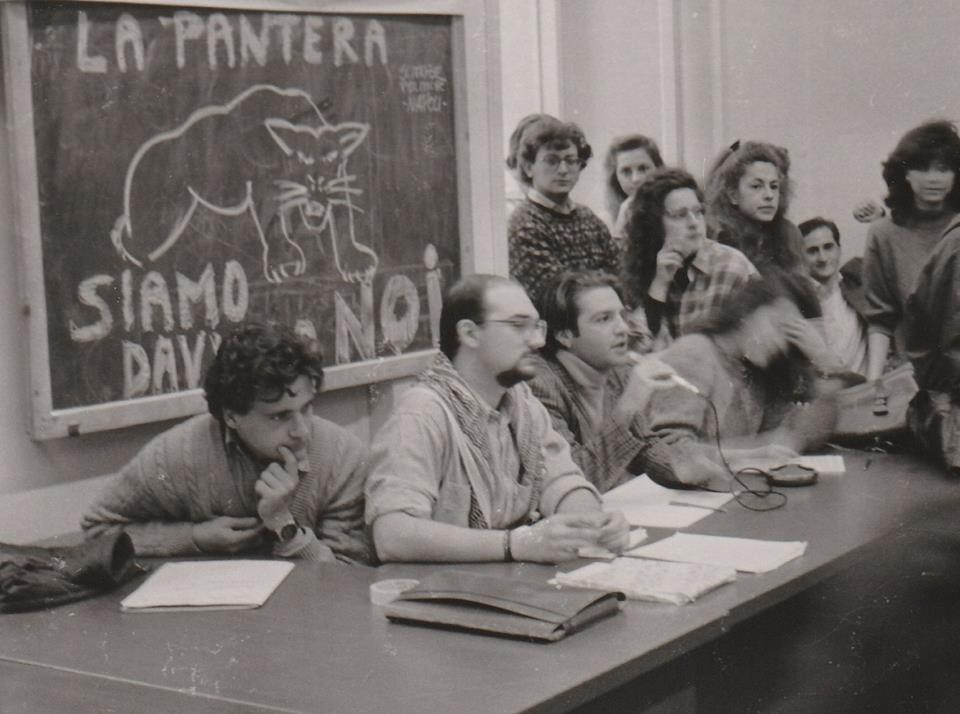
Assemblea del Movimento Studentesco "La Pantera", presso S.P.O.N. - Scienze Politiche Occupata Napoli, alla Facoltà di Scienze Politiche dell'Università di Napoli "Federico II", gennaio 1990

Ovunque, infatti, le occupazioni furono caratterizzate da seminari autogestiti, corsi in collaborazione con docenti, creazione di biblioteche specifiche, nell'ottica che l'unico vero tipo di studio ammissibile fosse quello sperimentale e di ricerca, affidando un ruolo secondario al tradizionale nozionismo delle lezioni frontali.
Il movimento sviluppò per le comunicazioni interne una "retefax" che divenne uno dei segni di riconoscimento degli studenti, precursore delle attuali e diffuse mailing list, e che serviva da aggiornamento continuo sui fatti che accadevano nelle occupazioni. Accanto alla rete fax, più evidente ai media, si registra il primo caso strutturato di social network a sfondo politico con la rete Okkupanet, ad opera, tra gli altri, di Simone Botti e Andrea Mazzucchi. Questa rete, considerata il primo esempio di utilizzazione del network in senso politico, oltre ad unire le facoltà scientifiche, già all'epoca collegate tra di loro con i computer VAX mediante rete DECnet, rappresentò un fondamentale punto di raccolta delle informazioni relative ai fatti di Piazza Tienanmen in Cina. Le autorità cinesi, probabilmente all'oscuro dell'esistenza del nuovo mezzo di comunicazione, non avevano infatti interrotto la rete telematica ed i messaggi dalle università cinesi, ripuliti dagli header che avrebbero permesso di identificarne la sorgente, venivano regolarmente passati alla stampa italiana dai comitati stampa delle facoltà scientifiche romane.
Pochi giorni dopo l'assemblea nazionale, in uno dei seminari autogestiti del movimento romano intitolato "Vecchi e nuovi movimenti" prese parola un ex brigatista rosso: questo fu il pretesto per lo scandalo dei presunti legami del movimento con la lotta armata, che stava cioè usando la Pantera per ricostruire un'opposizione armata allo Stato. I quotidiani nazionali (non solo di destra) diffusero quindi notizie dal tenore scandalistico, che per giorni tennero banco sulle prime pagine, portando ad una evidente difficoltà di relazione con l'opinione pubblica gli studenti, che fino ad allora avevano cercato di apparire non ideologici, trasversalisti, ma mai violenti.
Il mese di febbraio fu quindi quello della difficoltà a resistere nelle università; il movimento vide sorgere delle crepe allorché il ministro Ruberti annunciò alcuni emendamenti alla legge, che andavano essenzialmente incontro alle richieste degli studenti controccupanti, raccolti dalle sigle delle federazioni giovanili di tutti i partiti, escluso il PCI e Democrazia Proletaria. Questi emendamenti davano una parte di rappresentanza negli organi centrali e rendevano obbligatori i pareri del Consiglio degli Studenti.
L'ala "moderata" del movimento, raccolta intorno alla Federazione Giovanile Comunista Italiana (FGCI), fu più sensibile a questi emendamenti, che d'altronde erano appoggiati anche dal Pci. Il dibattito del mese di febbraio avrebbe portato ad una nuova assemblea nazionale, questa volta a Firenze, il 1º marzo 1990, con tutte le facoltà ancora occupate. Una grande manifestazione di circa cinquantamila studenti si tenne a Napoli il 17 marzo 1990, per quanto molte facoltà fossero ormai pronte a smobilitare; solo il Polo Scientifico dell'Università di Genova iniziò l'occupazione lunedì 5 marzo 1990.
L'ala "dura" del movimento, vicina all'area dei centri sociali, fece passare ancora una volta il rifiuto del progetto Ruberti nella sua interezza, ma ad ogni modo Napoli segnò la fine della Pantera come movimento di massa. Ovunque le facoltà smobilitavano. Il movimento non riuscì essenzialmente a darsi obiettivi concretamente raggiungibili capaci di dare vitalità alla mobilitazione.
L'assemblea fiorentina sancì la spaccatura del movimento, che portò a distanza di qualche anno alla nascita dell'Unione degli studenti (UDS).
La parte più consistente del movimento, ovvero i cosiddetti "cani sciolti", abbandonarono una mobilitazione che aveva ormai perso i propri punti di riferimento.
L'ultima università a smobilitare fu Palermo, e l'ultima facoltà fu Architettura, il 9 aprile 1990, dopo 127 giorni di occupazione. Restarono però occupati singoli istituti e spazi nelle Università, tra cui la "Sala d'Armi" di via Mezzocannone, 8 a Napoli, nello stabile sede, tra gli altri, degli istituti di matematica, genetica, zoologia; la "Sala d'Armi" fu sgomberata dalla polizia il 24 aprile 1990. L'aula di Anatomia Comparata della facoltà di Biologia dell'Università di Genova fu sgomberata spontaneamente dagli studenti occupanti del Polo Scientifico il giorno Venerdì 4 maggio. In seguito alle occupazioni, in molte facoltà gli studenti ottennero di conservare spazi autogestiti che continuarono a essere utilizzati per molto tempo.

## La Pantera nella cultura di massa
In seno al movimento della Pantera si forma, nel 1990, uno dei primi gruppi rap italiani: l'Onda Rossa Posse di Roma; il brano del gruppo Batti il tuo tempo, poi inciso sul miniLP omonimo, diventa ben presto colonna sonora delle occupazioni: è cantato nelle gradinate delle facoltà e nelle manifestazioni degli studenti. Anche i gruppi napoletani "Almamegretta" e "99 Posse", accolsero tra le loro file studenti di varie facoltà (tra cui gli storici bandleader Raiz e Zulu), che dopo le occupazioni avevano vissuto altre lotte ed esperienze di autogestione anche fuori dell'Università, come quella di "Officina 99" da cui prese il nome una delle band.
"La Pantera Siamo Noi", è considerata oggi la prima Campagna Sociale di Guerrilla, divenuta "VIRALE" anni prima della nascita di internet e dei Social Media, grazie all'uso dei fax combinato alle azioni di lotta e di street art, video, occupazioni, flash-mob, lotta, creatività ed emozioni di ogni studentessa e studente che vi ha partecipato, lasciando un graffio che dura nel tempo.